# John Forbes Nash, Jr.
John Forbes Nash, Jr. (n. 13 iunie 1928, Bluefield⁠(d), Virginia de Vest, SUA – d. 23 mai 2015, Monroe Township⁠(d), New Jersey, SUA) a fost un matematician american, specializat în domeniile teoriei jocului, geometriei diferențiale și ecuațiilor diferențiale parțiale, activând în calitate de cercetător principal (Matematician Senior Researcher la Universitatea Princeton. Este laureat al Premiului Nobel pentru Economie din 1994.
Nash a fost, de asemenea, subiectul principal al filmului hollywoodian A Beautiful Mind (O minte sclipitoare), care a fost nominalizat pentru opt premii Oscar, dintre care a câștigat patru. Filmul e bazat pe biografia și pe lupta sa cu schizofrenia.

## Tinerețe și carieră
Tatăl său, John Nash Seniorm era originar din Texas, unde s-a născut în 1892. A avut o copilărie nefericită, de care a fugit retrăgându-se în studii legate de ingineria electrică. A primit o bursă doctorală la Universitate Princeton. După serviciul militar din Franța, din timpul primului Război Mondial, în care a fost locotenent al serviciilor de aprovizionare, John Nash Senior a predat ingineria electrică la Universitatea din Texas timp de un an, înainte de a se angaja la Compania Appalachian Power, în Bluefield, West Virginia.
Nash Senior s-a căsătorit la data de 6 septembrie 1924 cu Margret Virginia Martin, cunoscută drept Virginia.
Johnny Nash, cum a fost numit de familie, s-a născut la Sanatoriul Bluefield, și a fost botezat la Biserica Episcopală. Era „un băiețel unic, singuratic și introvertit”, dar a crescut într-un cămin iubitor, care i-a arătat multă afecțiune și i-a cultivat geniul. Doi ani și jumătate mai târziu, pe data de 16 noiembrie 1930, a venit pe lume sora lui John, Martha. 
Bluefield, un oraș mic într-o zonă geografică destul de izolată, în Munții Apalași, nu avea o comunitate de oameni de știință sau cu înaltă tehnologie. Era un centru al oamenilor de afaceri și avocaților, care-și datorau existența șinelor de cale ferată și terenurilor carbonifere din partea vestică a Virginiei de Vest.
A fost evident încă din fragedă copilărie că îi place să lucreze independent, deseori fiind surprins jucându-se singur. Și asta nu pentru că n-ar fi avut copii cu care s-ar fi putut juca, ci datorită modului său introvertit de a fi. În timp ce Martha și verișorii lor se jucau împreună, Johnny prefera să se joace singur, cu avioane de jucărie sau mașinuțe făcute din cutii de chibrit. În timp ce Martha părea să fie un copil obișnuit, Johnny era diferit de toți ceilalți copii. Sora lui mai mică mărturisea mai târziu: „Johnny a fost mereu diferit, iar părinții noștri știau asta. Știau că este inteligent și mă puneau să fac unele lucruri pentru el. M-au rugat să-i fac cunoștință cu prietenii mei, dar eu nu eram deloc dornică să le arăt ce frate ciudățel aveam.”
Amândoi părinții au urmărit oportunități de a completa educația fiului lor, dăruindu-i enciclopedii și cărți științifice și având, de asemenea, la dispoziție, cărți cu valoare educațională în biblioteca părinților și bunicilor săi.
Lui Nash i s-a îngăduit să participe la cursuri avansate de matematică la un colegiu local, pe când era încă la liceu. Profesorii lui Johnny cu siguranță nu i-au observat calitățile, și se pare că nici el nu le-a dat motive să-i realizeze extraordinarul talent. Aceștia au pus mai mult accent pe lipsa lui de competențe sociale, etichetându-l drept înapoiat. A devenit cunoscut drept un aiurit în școală, considerând dansul, sportul și alte activități sociale a fi distrageri de la studiile sale științifice și experimentale. 
A devenit conștient de superioritatea sa intelectuală față de colegi și a dezvoltat un comportament arogant și plin de mândrie. În timp ce la școală părea mai degrabă plictisit, pe la vârsta de 12 ani a început să facă diverse experimente științifice în camera sa. Era destul de clar că învăța mai mult acasă decât la școală. Mama sa i-a plătit meditații și i-a permis să sară un an școlar. 
Nash și-a arătat pentru prima dată interesul pentru matematică la vârsta de 14 ani. Cum a pus mâna pe cartea lui ET Bell, „Man of Mathematics”(„Omul matematicii”) este neclar, dar cert este că această carte l-a inspirat. În ultimul an de liceu, John a câștigat o mult-râvnită bursă la Westinghouse, una din cele zece acordate pe plan național. 
Deși plănuise să studieze ingineria chimică, și-a descoperit dragostea pentru matematică și și-a schimbat imediat specializarea. După acceptarea sa la Institutul Tehnologic Carnegie (acum Universitatea Carnegie Mellon) din Pittsburgh și absolvirea din 1948 cu licență și master în matematică după doar trei ani, Nash a primit burse la Universitatea Princeton și Harvard. Profesorul A.W.Tucker i-a trimis o scrisoare, prin care-l încuraja să aleagă Princeton. Familia a fost atrasă de situarea geografică a universității, deoarece se afla mai aproape de Bluefield decât Harvard. A fost admis la Princeton, unde a urmat studii post-universitare în matematică.

### Carieră postuniversitară
Profesorul și îndrumătorul lui Nash R.J. Duffin, i-a scris o scrisoare de recomandare compusă dintr-o singură propoziție: „Acest om este un geniu”. Nash a fost acceptat la Universitatea Harvard, dar președintele departamentului de matematică de la Princeton, Solomon Lefschetz, i-a oferit, de asemenea, o bursă lui John S. Kennedy, ceea a fost de ajuns pentru Nash, care s-a convins că Harvard-ul l-a subestimat. A mers la Princeton, unde a lucrat la teoria sa despre echilibru. A dezvoltat un joc pe care l-a numit "Nash", care implica strategie și planificare. Jocul a făcut înconjurul campusului si John s-a trezit destul de popular. A obținut un doctorat în 1950 cu o teză de 28 de pagini despre jocurile non-competitive.
Marea sa realizare din perioada petrecută la Princeton a fost dezvoltarea teoriei echilibrului Nash, o aplicație a teoriei jocurilor. Deși potențialul teoriei sale nu a fost realizat atunci, și-a câștigat faima în următoarele câteva decenii. Aceste studii au condus la patru articole:
- Nash, JF (1950), „Puncte de Echilibru în Jocuri cu N Persoane”, Proceedings of the National Academy of Sciences, 36 (36): 48–9, doi:10.1073/pnas.36.1.48, PMC 1063129 , PMID 16588946, MR0031701.
- „Problema Negocierii”, Econometrica (18): 155–62, 1950. MR0035977.
- Nash, J. (1951), „Jocuri Non-Cooperative”, Annals of Mathematics (54): 286–95'"`UNIQ––ref–00000088–QINU`"', JSTOR 1969529 Text "  54" ignorat (ajutor); ref stripmarker în |pages= la poziția 13 (ajutor).
- „Jocuri Cooperative Pentru Două Persoane”, Econometrica (21): 128–40, 1953, MR0053471.

Nash a descoperit lucruri inovatoare prin munca sa în domeniul geometriei algebrice reale.
- „Varietăți Algebrice Reale”, Annals of Mathematics (56): 405–21, 1952, MR0050928. See Proc. Internat. Congr. Math, AMS, 1952, pp. 516–17.

Rareori John participa la cursuri, susținând că și-ar pierde originalitatea. Căuta în mod constant modalități de a se stabilii în domeniul matematicii, în scopul de a deveni cel mai mare matematician al lumii. Se plimba mereu pe coridoare, fluierând "Mica Fugă" a lui Bach și conducându-și bicicleta într-un "opt" sau un semn al infinitului, în careul campusului.
Realizările sale în matematică includ „Teoria Încorporării Nash”, care arată că orice mulțime Riemann poate fi izometrică, realizată ca o submulțime a spațiului euclidian. De asemenea, el a adus contribuții semnificative teoriei ecuațiilor neliniare parabolice cu derivate parțiale și teoriei singularității.
În cartea „A Beautiful Mind”, autoarea Sylvia Nasar explică că Nash încerca să demonstreze o teoremă care implica ecuații eliptice cu derivate parțiale când, în 1956 a suferit o mare dezamăgire când a aflat că un matematician italian, Ennio de Giorgi, și-a publicat demonstrația cu câteva luni înainte ca Nash să-și desăvârșească demonstrația. Fiecare a abordat căi diferite pentru a ajunge la rezultatele lor. Cei doi matematicieni se întâlnesc la Institutul de Științe Matematice Courant din cadrul Universității din New York, care s-a desfășurat în vara anului 1956. S-a speculat că dacă doar unul dintre ei ar fi rezolvat problema, ar fi primit Medalia Fields pentru demonstrație.
În 2011, NSA a desecretizat scrisori scrise de Nash în anii '50 în care propunea o nouă mașină pentru criptare-decriptare. Scrisorile dovedesc că Nash a anticipat multe dintre conceptele criptografiei moderne, care sunt bazate pe ipoteza durității de calcul.

## Viață personală
După ce-a luat doctoratul, John s-a mutat în Boston, unde-a devenit un distins membru al facultății din cadrul Institutului Tehnologic Massachusetts. A fost numit "profesorul copil" de către studenți, datorită vârstei sale, dar el considera că face parte dintre cei mai buni. Colegii săi de catedră erau deranjați de aroganța lui, dar era tolerat datorită geniului său. Curând a început să facă descoperiri uriașe în domenii matematice precum geometria și ecuațiile cu derivate parțiale. În 1958 a fost prezentat în revista Fortune ca una dintre cele mai strălucitoare stele din domeniul matematicii. Totuși, el se consideră în continuare un eșec, deoarece nu a câștigat Medalia Fields, cel mai mare premiu în matematică.
În perioada în care preda la MIT, John a cunoscut o femeie numită Eleanor Stier și mai târziu a aflat că aceasta îi purta copilul. După naștere, John a refuzat să recunoască copilul ca fiindu-i fiu, dar a continuat să aibă relații sexuale cu ea, chiar și după ce a început o relație amoroasă cu o studentă pe nume Alicia de Lardé (1 ianuarie 1933). Alicia era o studentă din El Salvador la fizică, în cadrul MIT și una din cele șaisprezece femei dintr-o clasă de 800 de studenți. În februarie 1957 s-au căsătorit în cadrul unei ceremonii catolice (desi Nash era ateu) și doi ani mai târziu au avut un fiu. Ea l-a internat într-un spital de boli mentale în 1959, bolnav de schizofrenie, fiul lor, John Charles Martin Nash născându-se la scurt timp după asta, dar rămânând nebotezat timp de un an, pentru că mama sa a dorit să-i hotărască numele împreună cu soțul său.
În 1962 Alicia a depus actele pentru divorț, iar John s-a mutat cu Eleanor și primul său fiu. Aceasta s-a plâns că a fost părăsită fără a fi ajutată să crească copilul, iar el a învinuit-o că l-ar fi internat fără acordul său.
Nash și de Lardé s-au recăsătorit în 2001.

## Boala mintală
În acest timp, starea psihică a lui John a început să se deterioreze. Se crede că cedarea sa de natură psihotică s-a datorat în mod special temerilor sale legate de muncă și sarcinii lui Alicia. Nash a început să dea semne de paranoia extremă, mai târziu soția sa descriindu-i comportamentul ca fiind nesigur, că ar fi început să vorbească cu personaje precum Charles Herman și William Parcher, care îl puneau în pericol. Prietenii săi i-au observat pentru prima dată comportamentul neobișnuit în ajunul Anului Nou, când John și-a făcut apariția la petrecere îmbrăcat ca un bebeluș și și-a petrecut întreaga seară ghemuit în brațele Aliciei, sugându-și degetul. La cursurile sale despre teoria jocului, a numit un student absolvent pentru a preda în locul său și a dispărut timp de câteva săptămâni, reîntorcându-se brusc în timpul examenelor. Acolo a început să strige că extratereștrii îi trimiteau mesaje criptate prin intermediul ziarului The New York Times. Nash părea să creadă că toți bărbații care purtau cravată roșie făceau parte dintr-o grupare comunistă împotriva lui. Nash a trimis scrisori ambasadelor din Washington D.C., declarand ca aceștia instituie un nou guvern.
A întrerupt, de asemenea, o prelegere, pentru a spune că a apărut pe coperta revistei Life, deghizat în preot și că știa acest lucru deoarece 23 era numărul său prim favorit. Atunci când Universitatea din Chicago i-a oferit o poziție prestigioasă în facultatea lor, John i-a refuzat, susținând că urmează să devină împăratul Antarcticii. El a purtat discuții cu colegii săi despre ființe extraterestre și agenții guvernamentale secrete, care încercau să-i distrugă credibilitatea și reputația, tulburându-i teribil. Președintele departamentului de matematică l-a eliberat pe John din funcția sa de predare, gândindu-se că are o cădere nervoasă.
A fost internat la spitalul privat McLean, în apropiere de Boston, în lunile aprilie-mai 1959, unde-a fost diagnosticat cu schizofrenie paranoidă, administrându-i-se Thorazine pentru a se calma. Starea sa clinică era relativ stabilă, deseori paranoidă, cu convingeri fixe care erau fie false, fie imaginative sau nerealiste, deseori acompaniată de experiențe de percepție aparent reale a ceva ce nu este prezent, în mod special tulburări de percepție și auditive, lipsa motivației de a trăi și o ușoară depresie clinică. John era terifiat de ideea de a fi închis, fiind de părere că nu are ce căuta acolo. Tratamentul său consta, în mare parte, în psihanaliză, iar doctorii care-l tratau făceau referire la el numindu-l „profesorul”. 
După externarea sa, Nash a demisionat de la MIT, și-a retras pensia și a mers în Europa, căutând fără succes azil politic în Franța și Germania de Est. A încercat să renunțe la cetățenia americană. După o ședere problematică în Paris și Geneva, a fost arestat de poliția franceză și deportat înapoi în America, la cererea guvernului Statelor Unite. Reîntors în țară, John a început să piardă timpul la Princeton, vorbind despre sine la persoana a treia, scriind cărți poștale ciudate și ținând prelegeri nesfârșite despre numerologie. Alicia s-a angajat la Princeton și a reușit să susțină familia. Ea a reușit, de asemenea, să convingă facultatea să-i dea soțului ei câte ceva de lucru într-ale matematicii, în încercarea de a-l ajuta să se reintegreze în societate. Totuși, el a refuzat să semneze formularele, susținând că guvernul conspiră împotriva lui. A continuat să facă apeluri telefonice către membrii familiei sale, folosind nume fictive.

În 1961, Nash a fost internat în Spitalul de stat New Jersey din Trenton. De-a lungul următorilor nouă ani, a petrecut lungi perioade în spitalele psihiatrice unde, pe lângă medicamentele antipsihotice, i-au fost administrate terapii de șoc cu insulină. Acestea constau în injectarea pacientului cu doze mari de insulină pentru a-i induce coma, adesea cauzându-i convulsii. Colegii săi matematicieni au fost revoltați de tratamentul la care John era supus și au trimis o scrisoare spitalului, cerând doctorilor să-i protejeze mintea, pentru binele omenirii. A fost externat după șase luni de tratament cu insulină, iar membrii familiei sale au mărturisit că arăta absolut teribil. Foștii săi colegi de la Princeton i-au găsit niște cercetări și i-au publicat o lucrare despre dinamica fluidelor, prima sa lucrare după patru ani. A plecat în Europa din nou, trimițând familiei cărți poștale bizare, cu mesaje criptate și teoreme matematice. S-a întors după scurt timp, părând mai degrabă buimac.
După divorțul de Alicia de Lardé, colegii săi din Boston i-au găsit un apartament și i-au aranjat o întâlnire cu un psihiatru care i-a prescris niște medicamente antipsihotice. Starea lui a început să se îmbunătățească semnificativ, începând să semene cu vechiul Nash, prima dată după mulți ani. Era mult mai plăcut, iar natura sa egoistă dispăruse complet. A început chiar să se întâlnească cu Eleanor și să-și vadă din nou primul fiu. La mai puțin de un an după mutarea sa în Boston, Nash a încetat să-și mai ia medicamentele, cauzându-i revenirea simptomelor. Acesta a mărturisit că nu și-a mai respectat medicația în principal datorită stării de epuizare continuă și datorită faptului că nu se putea concentra asupra muncii sale. De această dată, a început să audă voci însoțite de iluziile sale optice. Vocile îi criticau constant purtarea și au dus la deteriorarea stării sale psihice.
Deși uneori își lua medicamentele prescrise, mai târziu a scris că o făcea doar sub presiune. După 1970, n-a mai fost niciodată internat și a refuzat orice medicație. În conformitate cu cele spuse de Nash, filmul „A beautiful mind” a sugerat în mod incorect că lua medicamente antipsihotice noi în acea perioadă. El atribuie prezentarea eronată scenaristului, (a cărui mamă, spune el, era psihiatru) care era îngrijorat că va încuraja oamenii cu tulburări să nu-și ia medicamentele. Alții însă, au pus întrebări în legătură cu recuperarea cu ajutorul a astfel de medicamente în probleme precum cea a lui Nash, iar acesta a spus că sunt supra-evaluate, iar efectelor adverse nu li se acordă suficientă atenție atunci când cineva este considerat bolnav mintal. Conform Sylviei Nasar, autoarea cărții "A beautiful mind" pe care este bazat filmul, Nash s-a recuperat treptat, odată cu trecerea timpului. Încurajat de fosta sa soție, de Lardé, Nash a lucrat într-un cadru comunitar în care excentritățile erau acceptate. De Lardé i-a spus lui Nash: „Este doar o chestiune de a trăi o viață liniștită”.
Nash datează ceea ce el numește „tulburări mentale” în primele luni ale anului 1959, pe când soția lui era însărcinată. El a descris un proces de schimbări „de la gândirea rațională științifică la gândirea delirantă specifică persoanelor diagnosticate drept «schizofrenice» sau «schizofrenice paranoide»”, incluzând faptul că se văd ca pe niște mesageri sau având cumva o funcție specială și cu suporteri și rivali și intrigi ascunse și un puternic sentiment de persecutare și caută semne care reprezintă revelația divină.
Nash a sugerat că gândirea sa delirantă era legată de nefericirea sa și de strădaniile sale de a se simți important și recunoscut, și de modul său caracteristic de a gândi, astfel că „nu aș fi avut idei științifice bune dacă aș fi gândit mai normal”. A afirmat că: „dacă nu aș fi simțit nicio presiune, nu cred c-aș fi urmat acest tipar”. El nu vede o distingere categorică între termeni precum „schizofrenia” și „tulburarea bipolară”. Nash mărturisește că nu a auzit voci până în jurul anului 1964, mai târziu angajându-se într-un proces de respingere a lor. El povestește că era mereu dus la spital împotriva voinței sale și că a renunțat doar temporar la „ipoteze delirante și nerealiste” după ce-a fost suficient de mult timp internat pentru a decide să se conformeze aparent - să se poarte normal sau să „raționalizeze forțat”. Doar treptat și de unul singur a „respins intelectual” unele „influențe delirante” și gândirea „politic orientată” ca pe o risipă de efort. Cu toate astea, în 1995, în ciuda faptului că „gândea din nou rațional, într-un stil caracteristic oamenilor de știință”, spune că totodată se simte mai limitat.

Conform propriilor afirmații, „Am petrecut perioade între 5 și 8 luni în spitale, în New Jersey, întotdeauna fără acordul meu și întotdeauna căutând un motiv legal pentru a fi eliberat. Și asta se întâmpla atunci când am fost suficient de mult timp spitalizat pentru a renunța în cele din urmă la ipoteze delirante și a reveni la a gândi singur, ca un om al circumstanțelor mai convenționale și a reveni la cercetarea matematică. În aceste interludii de, cum ar fi fost, raționalitate aplicată, am reușit să fac unele cercetări matematice respectabile. Astfel, au venit cu privire la cercetarea pentru «Le problème de Cauchy pour les équations différentielles d'un fluide général»; ideea că prof. Hironaka a numit-o «The Nash blowing-up transformation» și cele ale «Arc Structure of Singularities» și «Analyticity of Solutions of Implicit Function Problems with Analytic Data». Dar după reîntoarcerea mea la ipotezele delirante, asemănătoare viselor, de la sfârșitul anilor '60, am devenit o persoană a gândirii influențată delirant, dar cu un comportament oarecum moderat și astfel am evitat spitalizările și atenția directă a psihiatrilor.
Astfel, timpul a trecut. Apoi, treptat, am început să resping din punct de vedere intelectual unele linii de gândire aberant influențată, care a fost caracteristică orientării mele. Aceasta a început evident, cu respingerea gândirii cu orientrare politică, ca pe o pierdere fără speranță a efortului intelectual.”

## Renume și carieră târzie
În 1970, Alicia l-a chemat să se mute înapoi, împreună cu ea și fiul lor, promițându-i să nu-l mai interneze vreodată. Astfel l-a împiedicat să ajungă pe străzi, ca un cerșetor. Nash a reînceput să-și facă apariția la Princeton, devenind treptat "Fantoma din Fine Hall" (centrul departamentului matematic), o figură misterioasă care ar mâzgăli ecuații ezoterice pe table, în miez de noapte. Au apărut tot felul de mituri care se învârteau în jurul persoanei sale, datorită studenților care credeau ca profesorul ar fi înnebunit datorită încercării sale de a rezolva o problemă matematică mult prea complicată. Legenda figurează într-o lucrare fictivă bazată pe viața în Princeton, „The Mind-Body Problem” („Problema Minte-Corp”) de Rebecca Goldstein.  
De-a lungul următoarei decade, a continuat să uimească campusul, lucrând independent la probleme matematice. La un moment dat, în anii '80, a reușit, în cele din urmă, să-și învingă problemele psihice, învățând să ignore vocile pe care le auzea. Recuperarea sa a fost treptată, dar i-a permis să-și recâștige rolul în societate. El susține că recuperarea este rezultatul deciziei sale de a gândi rațional.
În 1978, Nash a primit premiul John Von Neumann pentru descoperirea echilibrului non-competitiv, acum numit „echilibrul Nash”. În 1999 a câștigat premiul Leroy P. Steele.

De-a lungul timpului, ideea sa a unui punct de echilibru în teoria jocului a primit, într-un final, atenția corespunzătoare și a devenit piatra de temelie a economiei moderne. Economiștii au folosit, în mare parte, ideile sale, pentru a prezice evenimentele economice de ordin mondial. În 1994, el a fost laureat cu premiul Nobel în științe economice (alături de John Harsanyi și Reinhard Selten) ca rezultat al muncii sale asupra teoriei jocului ca student absolvent la Princeton. La sfârșitul anilor '80, Nash a început să folosească e-mail-ul pentru a intra treptat în legături cu diverși matematicieni care-au realizat că el este acel John Nash și că noua sa lucrare avea valoare. Ei au făcut parte din nucleul unui grup care-au contactat comisia Băncii Suediei de atribuire a premiului Nobel și au garantat pentru sănătatea mentală a lui Nash pentru a primi premiul în semn de recunoștință a muncii sale timpurii. Oamenii au fost șocați de faptul că un om care-a suferit de schizofrenie atât de mulți ani, a fost capabil să se recupereze și să primească un premiu atât de prestigios.

Începând din 2011, activitatea recentă a lui Nash implică asocieri avansate a teoriei jocurilor, care arată că, la fel ca la începutul carierei sale, preferă să-și aleagă propria cale și propriile probleme. Între 1945 și 1996, el a publicat 23 de studii științifice.

Nash a sugerat ipoteze privind bolile mentale. El a comparat „a nu gândi într-o manieră acceptabilă”, sau „a fi «nebun»” și „a nu se încadra într-o funcție socială obișnuită” cu „a fi «în grevă» dintr-un punct de vedere economic”. A avansat puncte de vedere evolutive ale psihologiei despre diversitatea valorii umane și despre potențialele beneficii ale unui comportament sau rol aparent nestandardizat.

Nash a început o activitate privind rolul banilor în societate. El conturează o teorie conform căreia oamenii pot fi controlați și motivați de bani și că aceștia n-ar fi capabili să gândească rațional; el a criticat grupuri de interes care promovează pseudo-doctrine bazate pe economia keynesiană care permit manipularea pe termen scurt a inflației și tactici de creanță, care subminează în cele din urmă valuta. A sugerat un sistem global de „industrializare a indicelui prețului de consum”, sistem care-ar sprijini dezvoltarea mai multor „bani ideali”, în care oamenii ar putea avea mai multă încredere decât în instabilii „bani răi”. El observă că o parte din gândirea sa are puncte comune cu gândirea economistului și filosofului politic Friedrich Hayek cu privire la bani și împărtășesc un punct de vedere atipic a funcției autorităților.
Nash a primit o diplomă de onoare cu titlul de Doctor în Știința și Tehnologie în 1999, de la Universitatea Mellon Carnegie, o diplomă de onoare în economie de la Universitatea din Napoli Frederico II, pe 19 martie 2003, un doctorat de onoare în economie din partea Universității din Antwerpen și a fost orator principal la o conferință privind teoria jocului. De asemenea, a fost un prolific purtător de cuvânt la o serie de evenimente de talie mondială, precum summit-ul economic din 2005, organizat la Universitatea din Warwick. În 2012 a devenit membru al Societății matematice americane.

Astăzi, John Nash deservește departamentul matematic din Princeton. S-a recăsătorit cu Alicia și a descoperit că fiul lor suferă, de asemenea, de schizofrenie. De asemenea, a reintrat în legătură cu fiul său mai mare, John Stier. Viața sa a fost imortalizată în filmul „A beautiful mind”, personajul său fiind portretizat de Russell Crowe.
Nash și soția sa au murit într-un accident de mașină, când șoferul taxiului în care se aflau a pierdut controlul mașinii.